# 马塔 (滨海夏朗德省)
马塔（法語：Matha，法語發音：[mata]）是法国滨海夏朗德省的一个市镇，位于该省东部，属于圣让当热利区。

## 地理
马塔（45°52'3"N, 0°19'13"W）面积19.08 平方千米，位于法国新阿基坦大区滨海夏朗德省，该省份为法国西部滨海省份，北起旺代省，西临大西洋，南至吉倫特省，东南接多爾多涅省，东北接德塞夫勒省接壤，东临夏朗德省。
与马塔接壤的市镇（或旧市镇、城区）包括：巴尼佐、布朗扎克莱马塔、库尔瑟拉克、安普、普里尼亚克、索纳克、托尔、莱图什德佩里尼。

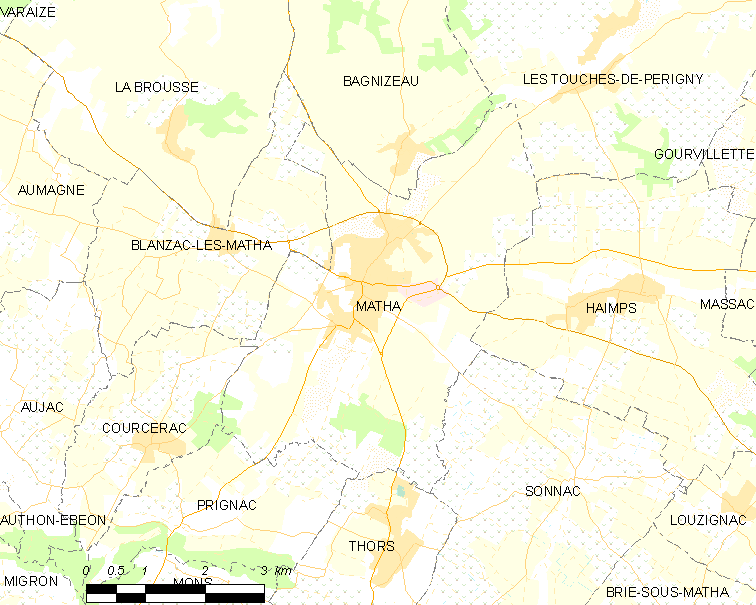
的OSM定位图

马塔的时区为UTC+01:00、UTC+02:00（夏令时）。

## 行政
马塔的邮政编码为17160，INSEE市镇编码为17224。

## 政治
马塔所属的省级选区为马塔县。

## 人口

1962-2008年间人口变化图示

马塔于2022年1月1日时的人口数量为2202人。